# Kościół Najświętszego Imienia Jezus, Najświętszej Marii Panny i św. Józefa w Szydłowie
Kościół Najświętszego Imienia Jezus, Najświętszej Marii Panny i świętego Józefa – rzymskokatolicki kościół parafialny należący do parafii pod tym samym wezwaniem (dekanat trzemeszeński archidiecezji gnieźnieńskiej).
Jest to świątynia wzniesiona i uposażona w 1795 roku przez Michała Kosmowskiego, opata kanoników regularnych. Razem z kościołem zostały zbudowane: plebania, szpital dla 18 ubogich i szkoła parafialna.
Budowla jest murowana i zbudowana na planie prostokąta. Kościół zachował skromne cechy barokowe. Wnętrze jest nakryte sklepieniem kolebkowym. Wyposażenie świątyni w stylu barokowo-klasycystycznym powstało pod koniec XVIII wieku.